# Prioniturus
Prioniturus es un género de aves psitaciformes perteneciente a la familia Psittaculidae. Contiene nueve especies de loros, denominados comúnmente loritos momotos, que se encuentran en las Filipinas e Indonesia. Se distinguen fácilmente de todos los demás loros por las plumas centrales de su cola que constan de un filamento desnudo y un mechón en el extremo a modo de espátula.

## Taxonomía
Los siguientes diez especies y varias subespecies son reconocidas en el género:
- Prioniturus, Wagler 1832
  - Prioniturus montanus, Ogilvie-Grant 1895 (Lorito-momoto montano)[2]
  - Prioniturus waterstradti, Rothschild 1904 (Lorito-momoto de Mindanao)[2]
    - Prioniturus waterstradti waterstradti, Rothschild 1904[2]
    - Prioniturus waterstradti malindangensis, Mearns 1909[2]

  - Prioniturus platenae, Blasius, W 1888 (Lorito-momoto de Palawan)
  - Prioniturus luconensis, Steere 1890 (Lorito-momoto de Luzón)
  - Prioniturus discurus, (Vieillot 1822) (Lorito-momoto coroniazul)
    - Prioniturus discurus discurus, (Vieillot 1822)
    - Prioniturus discurus whiteheadi, Salomonsen 1953

  - Prioniturus mindorensis, Steere 1890 (Lorito-momoto de Mindoro)
  - Prioniturus verticalis, Sharpe 1893 (Lorito-momoto de las Sulú)
  - Prioniturus flavicans, Cassin 1853 (Lorito-momoto amarillento)
  - Prioniturus platurus, (Vieillot 1818) (Lorito-momoto dorsidorado)
    - Prioniturus platurus platurus, (Vieillot 1818)
    - Prioniturus platurus sinerubris, Forshaw 1971
    - Prioniturus platurus talautensis, Hartert 1898

  - Prioniturus mada, Hartert1900 (Lorito-momoto de Buru)